# Un doigt sur la gâchette
Pour plus de détails, voir Fiche technique et Distribution.
Un doigt sur la gâchette (titre original : Dove si spara di più) est un film italien tourné en Italie et en Espagne, réalisé par Gianni Puccini et sorti en 1967.

## Synopsis
L'histoire se déroule en Californie, où l'on découvre deux familles, les Campos et les Mounters, qui se mènent une guerre sans pitié, à grands coups de meurtres, tortures et attentats.

## Fiche technique
- Titre original italien : Dove si spara di più
- Titre français : Un doigt sur la gachette
- Réalisation : Gianni Puccini
- Assistant réalisateur : Gianni Amelio
- Scénario : Bruno Baratti
- Production : Framer Film, Hispamer Films[1]
- Durée : 89 minutes
- Pays de production :  Italie,  Espagne
- Dates de sortie : 
  - Italie : 1967
  - France : 14 juillet 1971[1]

## Distribution
Sauf indication contraire, les informations mentionnées dans cette section peuvent être confirmées par la base de données cinématographiques IMDb,  présente dans la section « Liens externes ».
- Peter Lee Lawrence (sous le pseudo d'Arthur Grant) : Johnny Mounters
- Andrés Mejuto (es) : Lefty
- Maria Cuadra (en) : Rosalind
- Cristina Galbo : Giulietta Campos
- Pietro Martellanza (sous le pseudo de Peter Martell) : Rodrigo Campos
- Piero Lulli : shérif Cooper
- Mirella Pamphili : fille au bar